# Leonardoxa romii
Leonardoxa romii är en ärtväxtart som först beskrevs av De Wild., och fick sitt nu gällande namn av Aubrev. Leonardoxa romii ingår i släktet Leonardoxa och familjen ärtväxter. Inga underarter finns listade i Catalogue of Life.